# Mike Leadbitter
Michael Andrew Leadbitter (* 12. März 1942 in Shimla, Indien; † 16. November 1974 in London, England) war ein britischer Blues-Forscher, Autor und Herausgeber. Er war eine treibende Kraft des britischen Blues-Revivals in den 1960er Jahren.
Ab 1963 brachte Leadbitter gemeinsam mit Simon Napier das Magazin Blues Unlimited heraus, für das er auch zahlreiche Artikel verfasste. Zu den Büchern und Texten, die er schrieb, gehören Collectors Classic (1966), Blues Records 1943–66 und Delta Country Blues (beide 1968), Crowley Louisiana Blues und From the Bayou (beide 1969), und Rhythm and Blues Records 1943–1970. Anfang der 1970er war Leadbitter für den Verlag Hanover Books und dessen Musikmagazine wie Jazz & Blues und Let It Rock tätig.
Mike Leadbitter starb 1974 im Alter von nur 32 Jahren an den Folgen einer Meningitis. 2009 wurde er in die Blues Hall of Fame der Blues Foundation aufgenommen. Sein Buch Blues Records 1943–1966 (mit Neil Slaven) wurde bereits 1985 in die Hall of Fame (Classics of Blues Literature) aufgenommen. 1982 wurde das Magazin Blues Unlimited in die Blues Hall of Fame (Kategorie: Classics of Blues Literature) aufgenommen.